# Vlado Bučkovski
Vlado Bučkovski (em macedônio/macedónio:  Владо Бучковски) (nascido em 2 de dezembro de 1962 em Skopje na República Socialista Federativa da Iugoslávia; atual República da Macedônia) é um antigo primeiro ministro da República da Macedônia, eleito pelo parlamento em 15 de dezembro de 2004; ele foi anteriormente Ministro da Defesa da Macedônia a partir de maio de 2001 a novembro de 2001 e de novembro de 2002 a dezembro de 2004. Ele foi presidente da União Social Democrática da Macedônia. Após a derrota eleitoral de 2006 pelo partido de centro-direita, VMRO-DPMNE, Radmila Šekerinska assumiu a liderança do partido.
Em 9 de dezembro de 2008, Bučkovski foi considerado culpado de abuso de poder quando servia como ministro da Defesa durante um conflito armado em 2001 e condenado a três anos e meio de prisão.